# Otto I. (Ravensberg)
Otto I. († um 1170) aus dem Geschlecht der Grafen von Calvelage war ab 1141/44 Graf von Ravensberg. Er war der Erste, der sich nach der Burg Ravensberg benannte.

## Familie
Er war ein Sohn des Grafen Hermann I. von Ravensberg und von Calvelage und der Judith von Zutphen, Tochter von Graf Otto. Er selbst war mit einer Uda (oder Oda) verheiratet. Mit dieser hatte er mindestens einen Sohn, der ihm als Hermann II. von Ravensberg († 1221) nachfolgte.

## Leben
Er taucht erstmals in einer Urkunde des Kölner Erzbischofs Arnold 1141 auf. Im Jahr 1152 war er Zeuge als Heinrich der Löwe dem Kloster Scheda den Besitz einer Kapelle bestätigte. Zusammen mit seinem Bruder Heinrich war er 1158 Zeuge bei der Ausstellung der kaiserlichen Freiheitsurkunden für das Erzstift Hamburg-Bremen. Zusammen mit seinem Sohn Hermann und seinem Bruder stiftete er sein ererbtes Gut Flaesheim zur Gründung des Klosters Flaesheim. 
Insgesamt findet er sich in der Umgebung einer Reihe von Kaisern, Fürsten und Bischöfen. So war er 1145 zusammen mit König Konrad III. in Aachen anwesend. Zu Neujahr 1158 war er bei Friedrich Barbarossa in Goslar. Zusammen mit seinem Bruder Heinrich war er im selben Jahr am kaiserlichen Hof in Kaiserswerth. Neben den schon genannten Gelegenheiten war Otto auch 1163 und 1168 in der Umgebung Heinrichs des Löwen zu finden. Neben den Erzbischöfen von Köln wird er auch zusammen mit den Bischöfen von Münster, Osnabrück und Paderborn erwähnt.
Zum letzten Mal urkundlich genannt wurde er als Zeuge im Stiftungsbrief des Erzbischofs Philipp von Heinsberg für das Kloster Bredelar im Jahr 1170. 
Aus den urkundlichen Quellen sind die von späteren Chronisten beschriebenen Kriegstaten etwa in Friesland um alte Rechte und gegen die Grafen von Tecklenburg nicht abzuleiten.